# Ricardo Calvo Agostí
Ricardo Calvo Agostí (Madrid, 19 d'abril de 1875-ibídem, 13 de juny de 1966) va ser un actor i director de teatre espanyol.

## Biografia
Va néixer el 19 d'abril de 1875 a la ciutat de Madrid. Procedent d'una família d'artistes, era fill de Rafael Calvo Revilla, net de José Ramón Calvo i nebot de Ricardo i Luis Calvo Revilla.
Va començar al món del teatre a la companyia de Maria Guerrero i Fernando Díaz de Mendoza, debutant en 1899 amb dos petits papers de l'obra Cyrano de Bergerac al Teatre Español. Un any després va participar en El cura de Longueval i a Nerón, però va ser conegut sobretot per la seva interpretació de personatges dels clàssics espanyols, com ara a Don Juan Tenorio, Don Álvaro o la fuerza del sino o La vida es sueño.
En 1910 va contreure matrimoni amb l'actriu Lola Velázquez, amb qui tindria la seva filla Pepita. En 1914 es va produir el seu debut al cinema amb una sèrie de tres pel·lícules per a la productora Falcó Films de Barcelona: La fuerza del mal, i els curtmetratges Pero yo te vengaré i El fantasma negro, tots tres dirigits per Manuel Catalán.
Durant uns anys va apartar-se del món cinematogràfic per fundar una companyia de teatre al costat de Jacinto Benavente, amb la qual va dirigir algunes obres. En començar la Guerra Civil espanyola va decidir marxar a Hispanoamèrica on va continuar representant una selecció dels clàssics del teatre espanyol i alguna obra contemporània.
En 1942 torna a Madrid on continuarà treballant al teatre i fent alguns papers al cinema de manera esporàdica, com ara a El escándalo, de José Luis Sáenz de Heredia, a la que van seguir, entre d'altres, Lola Montes (1944), d'Antonio Román; La Fe (1947), de Rafael Gil; o El tirano de Toledo (1953), una producció entre França, Itàlia i Espanya dirigida per Henri Decoin i Fernando Palacios. A més, va realitzar diverses gires teatrals per alguns països d'Europa i Amèrica.
Va rebre nombrosos premis i condecoracions, entre elles la Medalla d'Or al mèrit en les belles arts i la comanda de l'Orde Civil d'Alfons X el Savi. A més, les ciutats de Madrid i Barcelona van batejar un dels seus carrers amb el seu nom i Mèxic el va anomenar general honorari del seu exèrcit.
Ricardo Calvo va morir el 13 de juny de 1966 a Madrid, a causa d'una hemorràgia cerebral. La seva capella ardent va ser instal·lada en el Teatre Español. Es va enterrar al cementiri de San Justo.

## Filmografia
- La fuerza del mal (1914), de Manuel Catalán.
- El fantasma negro (1915) (curtmetratge), de Manuel Catalán.
- Pero yo te vengaré (1915) (curtmetratge), de Manuel Catalán.
- El escándalo (1943), de José Luis Sáenz de Heredia.
- Lola Montes (1944), d'Antonio Román.
- Eugenia de Montijo (1944), de José López Rubio.
- La dama del armiño (1947), d'Eusebio Fernández Ardavín.
- La fe (1947), de Rafael Gil.
- Canción de medianoche (1947), d'Antonio de Lara.
- Póker de ases (1948), de Ramón Barreiro.
- Paz (1949) de José Díaz Morales.
- Catalina de Inglaterra (1951), d'Arturo Ruiz Castillo.
- El tirano de Toledo (1953), de Fernando Palacios i Henri Decoin.
- La guerra de Dios (1953), de Rafael Gil.
- Murió hace quince años (1954), de Rafael Gil.

## Obres de teatre
El segúent és un llistat parcial de les obres de teatre en les quals Ricardo Calvo va participar com a actor:
- Cyrano de Bergerac.
- El cura de Longueval.
- Nerón.
- Otelo.
- Los leales.
- La vida es sueño.
- Don Juan Tenorio.
- La moza del cántaro.
- No hay burlas con el amor.
- Los amantes de Teruel.
- Reinar después de morir.
- Don Álvaro o la fuerza del sino.
- Traidor, inconfeso y mártir.
- El zapatero y el rey.
- El divino impaciente.
- La danza de la cautiva.
- Casa de muñecas.
- Romeo y Julieta.
- El castigo sin venganza.